# Oddychanie beztlenowe
Oddychanie beztlenowe, oddychanie anaerobowe – jeden ze sposobów uzyskiwania energii użytecznej metabolicznie podczas oddychania komórkowego, w którym utleniane są związki organiczne, a egzogennym akceptorem elektronów (tj. utleniaczem) są inne niż tlen pierwiastki chemiczne (na przykład siarka), związki nieorganiczne (takie jak siarczany lub azotany), związki organiczne (fumaran, N-tlenek trimetyloaminy) lub protony. Podczas oddychania beztlenowego przenoszenie elektronów na łańcuchu oddechowym prowadzi, tak jak w oddychaniu tlenowym, do wytworzenia gradientu elektrochemicznego, wykorzystywanego następnie do syntezy ATP.
Zdolność do oddychania beztlenowego jest cechą unikatową prokariotów. Może ona występować jako cecha fakultatywna, w tym przypadku organizm uzyskuje ATP na drodze fosforylacji oksydacyjnej, gdy tlen jest obecny w środowisku, a przechodzi na metabolizm beztlenowy, gdy tlen przestaje być dostępny. Przykładem fakultatywnego anaeroba jest żyjąca w ludzkim przewodzie pokarmowym Escherichia coli oddychająca (uzyskująca energię) poprzez redukcję azotanów do azotynów; inna bakteria, z rodzaju Desulfovibrio, redukuje siarczany do siarkowodoru.
Część organizmów prokariotycznych – anaeroby – nie ma zdolności do oddychania tlenowego i uzyskuje energię jedynie w oddychaniu beztlenowym. Nie tolerują one obecności tlenu w środowisku.
Oddychanie beztlenowe, jako mało wydajne, jest wystarczające tylko dla małych, wolno metabolizujących organizmów. Pozostałe muszą pozyskiwać energię w najbardziej wydajny sposób, czyli przez oddychanie tlenowe.